# Судд
Судд или Сэдды (араб. بحر الجبل‎ также известное как Bahr al Jabal, As Sudd) — огромное болото в Южном Судане, располагается в долине Белого Нила. Судд вместе с бассейном реки Бахр-эль-Газаль является одним из крупнейших водно-болотных угодий в мире и самым большим пресноводным водно-болотным угодьем в бассейне Нила.

## Описание
Площадь Судда очень изменчива — от 30 тысяч квадратных километров (в среднем), до 150 тысяч в дождливый сезон. Высота над уровнем моря — 380 м.
Судд считается самым плодородным районом в стране. В зоне угодья обитают более 400 видов птиц, 100 видов млекопитающих. На территории болота произрастают огромное количество растений, среди них: папирус, тростник обыкновенный, ежовники пирамидальный и озёрный, рис Барта, или африканский дикий рис, рогоз доминиканский, воссия заострённая (иначе «гиппопотамова трава»).
Болото простирается на 500 км с севера на юг и на 200 км с востока на запад. Среднегодовое количество осадков 700—1000 мм, при этом в южной части выпадает большее количество осадков, чем на севере. Сезон дождей длится с апреля по сентябрь. Так как уклон Белого Нила в этом месте очень маленький (порядка 0,01 %), река течёт очень медленно, из-за этого почти 55 % всей воды в реке испаряется.

## Проект развития

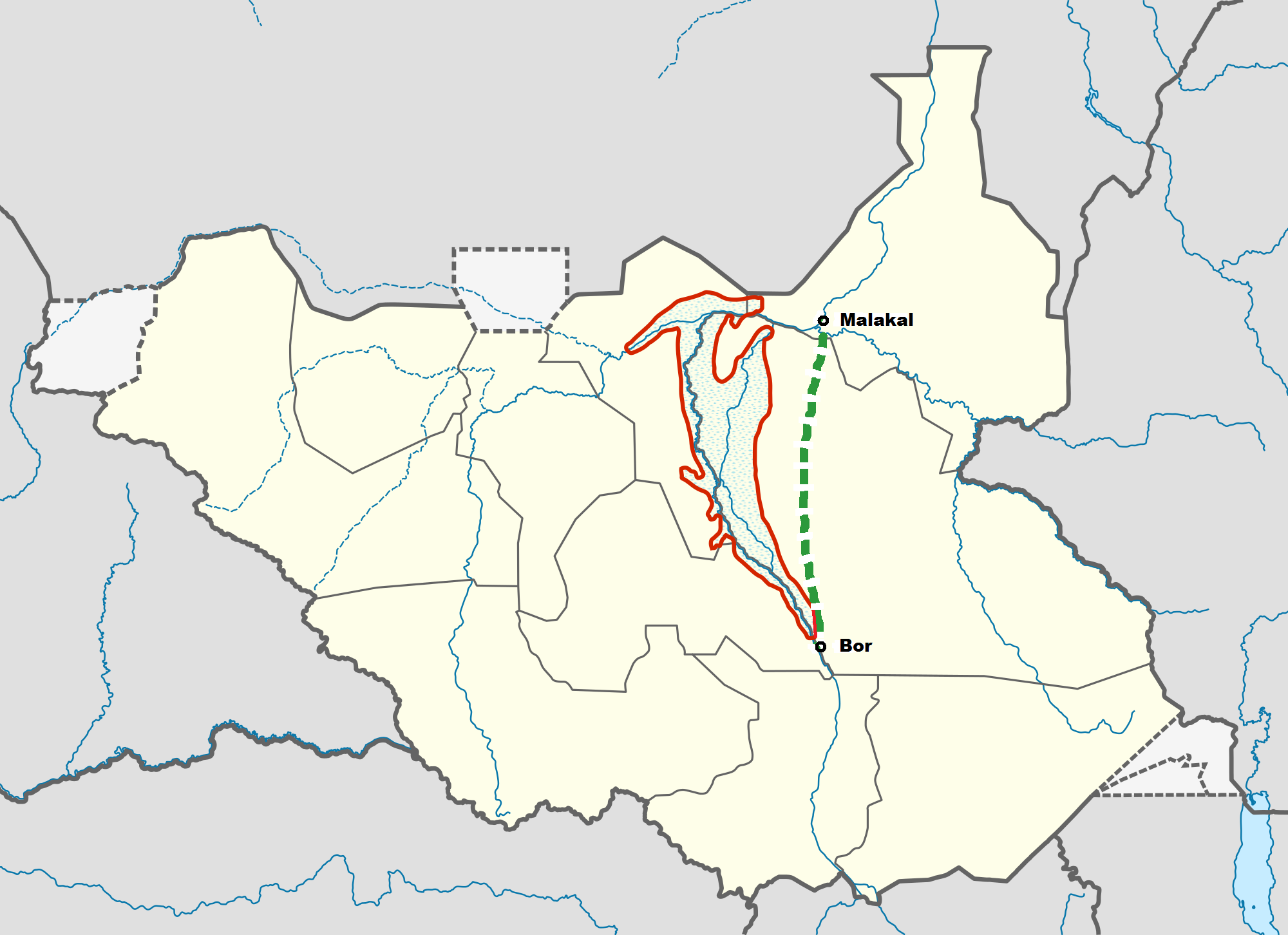
Судд (красным) и канал Джонглей (зелёным)

Существует суданско-египетский проект создания сквозного канала длиной 360 км., который призван ускорить движение водяных масс через Судд и, тем самым, улучшить водоснабжение Египта. Договор о строительстве был подписан в 50-х годах XX века; в 70-х началось строительство. В 1984 году, из-за войны в Судане, работы были приостановлены. На тот момент было построено ~240 км. канала. В 2021 году были изложены перспективы продолжения строительства, но без каких-либо уточнений о конкретных сроках.

## Экология
Бактериальная среда озера служит источником поступления метана в атмосферу. Уровень выделения зависит от погодных условий: температуры воздуха и уровня осадков. Данные японского спутника GOSAT показывают, что в период 2011—2014 гг. выделение метана из района Судд значительно выросло.

### Комментарии
1. ↑  Метан является одним из главных парниковых газов, влияющих на изменение климата. Парниковая активность метана в 84 раза выше чем у углекислого газа (в 20-летней перспективе)

### Сноски
1. ↑  Дави Андрэ. По Нилу на каяках. — М.: Издательство восточной литературы, 1962.
2. ↑  The Impenetrable Wetlands of Sudd in South Sudan (англ.). www.amusingplanet.com. Дата обращения: 8 февраля 2020. Архивировано 29 апреля 2020 года.
3. ↑  The Sudd (англ.). www.utdallas.edu. Дата обращения: 8 февраля 2020. Архивировано 4 июля 2019 года.
4. ↑  В конце 1970-х началось строительство канала Джункали, который должен был проходить мимо Судда и предоставлять прямой доступ к реке Аль-Джабал. Но проект, который бы осушил болота Судд, задержался на несколько лет из-за гражданской войны в Южном Судане. Дата обращения: 13 апреля 2021. Архивировано 13 апреля 2021 года.
5. ↑  Climate change: Methane pulse detected from South Sudan wetlands (англ.). www.bbc.com. Дата обращения: 8 февраля 2020. Архивировано 18 января 2020 года., BBC, 12.12.2019